# Hoplia attilioi
Hoplia attilioi är en skalbaggsart som beskrevs av Massa 1979. Hoplia attilioi ingår i släktet Hoplia och familjen Melolonthidae. Inga underarter finns listade i Catalogue of Life.